# (1931) Čapek
(1931) Čapek (1969 QB; 1957 TK; 1969 PB) ist ein Asteroid des Hauptgürtels, der am 22. August 1969 von Luboš Kohoutek in der Hamburger Sternwarte (Bergedorf) entdeckt wurde.
Der Asteroid ist nach dem tschechischen Schriftsteller Karel Čapek benannt.